# Johnny Otis
Johnny Otis (* 28. Dezember 1921 in Vallejo, Kalifornien; † 17. Januar 2012 in Los Angeles, eigentlich John Veliotes) war ein US-amerikanischer Bandleader, Multiinstrumentalist, Musikproduzent und Talentsucher, der vor allem in den 1950er Jahren populär war. 1994 wurde er in die Rock and Roll Hall of Fame aufgenommen und erhielt den Pioneer Award der R&B Foundation. 2000 wurde er außerdem Mitglied der Blues Hall of Fame.

## Leben
Schon als Teenager lernte der Sohn griechischer Einwanderer Schlagzeug spielen und trat zunächst mit der Schülerband Count Matthews & his West Coast House Rockers auf. Später spielte er unter anderem in den Orchestern von Count Basie und Harlan Leonard, bevor er 1945 sein eigenes Jazz-Orchester gründete. Schon bald kam dabei sogar ein rein instrumentaler Mini-Hit zustande: Harlem Nocturne. Ansonsten begleitete er mit seinem Orchester vor allem damalige Stars wie Lester Young oder Charles Brown.
1947 gründete er dann eine Rhythm-and-Blues-Band, die er „California Rhythm and Blues Caravan“ nannte. Die Musiker pickte er sich dabei meistens aus Talentwettbewerben heraus, darunter 1949 auch die 13-jährige Esther Phillips. Mit seiner Caravan-Band zog er durch die USA; neben ihm traten dabei neben Little Esther (Phillips) unter anderem auch Little Miss Cornshucks, Mel Walker, Red Lythe, Pete Lewis, Devonia „Lady Dee“ Williams, Sallie Blair und The Robins auf.
In den 1950er Jahren hatte Otis einige Erfolge. Inzwischen beherrschte er auch das Klavierspiel und konnte zwischen 1950 und 1952 acht Lieder hoch in den R&B-Charts platzieren, darunter den Klassiker Double Crossing Blues. Mit seinem Far Away Christmas Blues kam Otis erstmals in die Pop-Charts und das gleich auf Platz 4. In den 1950er und 1960er Jahren gab er mit seiner California Rhythm And Blues Caravan vielen damals noch unbekannten Musikern eine Startchance und betätigte sich auch als Produzent. Zu den Künstlern, mit denen er damals zusammenarbeitete, gehören Johnny Ace, Hank Ballard, Big Mama Thornton, mit der er den Leiber/Stoller-Song Hound Dog produzierte, Jackie Wilson, Big Joe Turner, T-Bone Walker, Marie Adams und Don Cherry. 1954 löste er seine Band auf, um als DJ bei einem Radiosender in Los Angeles zu arbeiten, doch schon kurze Zeit später gründete er eine neue Band, The Johnny Otis Show. 1957 und 1958 gelangen ihm mit der Band einige Hits wie Ma, He’s Making Eyes at Me. Sein damaliger Charterfolg Willie and the Hand Jive hatte Jahre später als Coverversion von Eric Clapton ein Revival. Bis 1969 brachte Otis noch insgesamt vier Songs in die US-Pop-Charts; mit ihm spielten Musiker wie Johnny Guitar Watson oder Don Sugarcane Harris.
1965 kam seine Autobiografie Listen to the Lambs auf den Markt. 1971 erschien dann nach einem Auftritt auf dem Monterey Jazz Festival mit Eddie „Cleanhead“ Vinson, Gene Mighty Flea Conners, Esther Phillips, Big Joe Turner, Roy Milton, Pee Wee Crayton, Ivory Joe Hunter, Roy Brown, Margie und Delmar Evans sowie Otis’ Sohn Shuggie Otis sein erstes Live-Album Live at Monterey, das ausgezeichnete Kritiken erntete. Im Laufe der 1970er Jahre zog sich Otis jedoch mehr und mehr aus der Musikszene zurück. Er begann zu malen und modellieren und wurde 1978 Priester seiner „Landmark Community Church“.
1981 meldete er sich dann mit der 31-köpfigen „New Johnny Otis Show“ zurück, die eine Mischung aus Blues, Soul und Rock ’n’ Roll spielte. Diese Band löste er gelegentlich wieder auf und reformierte sie dann wieder, sodass er zwischendurch weiter seinen geistlichen Beruf ausüben konnte. Außerdem brachte er eine eigene Orangensaft-Marke auf den Markt und moderierte eine Radiosendung. 1990 eröffnete der „Johnny Otis Market & Deli“, in dem sich ein Café, ein Nachtclub und ein Drugstore vereinigten. In dem Nachtclub trat Otis weiterhin regelmäßig auf.

## Diskografie

### Alben
- 1957: Rock ’n Roll Hit Parade Volume 1
- 1970: Stone Down Blues (Guitar Slim Green mit Johnny Otis und Shuggie Otis)
- 1973: Great Rhythm & Blues Oldies Volume 3 – Johnny Otis
- 1977: Great Rhythm & Blues Oldies Volume 8 – Johnny Otis
- 1977: Great Rhythm & Blues Oldies Volume 13 – Johnny Otis
- 1977: Back to Jazz (and His Orchestra)
- 1981: The New Johnny Otis Show With Shuggie Otis
- 1982: Presents the Robins, Little Ester, the Nic Nacs
- 1984: Johnny Otis! Johnny Otis!: The 1984 Johnny Otis Show
- 1986: Otisology
- 1992: Spirit of the Black Territory Bands (and His Orchestra)
- 1995: Nothin’ but the Blues
- 1997: R & B Dance Party!
- 1998: Blues and Swing Party Volume One

### Kompilationen
- 1982: The Original Otis Orchestra (and His Orchestra)
- 1985: Barrelhouse Stomp (and His Orchestra)
- 1986: Start to Jump Because It’s Jubilee (mit Joe Turner und Ivie Anderson)
- 1987: The Roots of Rock ’n Roll: The Complete Savoy Recordings (mit The Robins)
- 1989: The Capitol Years
- 1991: Creepin’ with the Cats
- 1994: Hand Jive ’85
- 1998: The Greatest Johnny Otis Show
- 1999: Rhythm & Blues Caravan (3 CDs)
- 2001: The Essential Recordings
- 2001: Slow Blues
- 2002: The Chronological Johnny Otis, 1945–1947
- 2003: The Godfather of Rhythm & Blues & the R&B Caravan Vol. 2 1950–1952
- 2004: Johnny Otis and Friends – Blues Archive: The Story of the Blues – Chapter 19 (2 CDs)
- 2007: Rock Me Baby
- 2011: Hand Jive
- 2012: On with the Show: The Johnny Otis Story Volume 2 1957–1974
- 2012: That’s Your Last Boogie: The Best of Johnny Otis 1945–1960 (3 CDs)

### Singles
| Jahr | Titel Album                                 | Höchstplatzierung, Gesamtwochen, AuszeichnungChartplatzierungen (Jahr, Titel, Album, Platzierungen, Wochen, Auszeichnungen, Anmerkungen) | Höchstplatzierung, Gesamtwochen, AuszeichnungChartplatzierungen (Jahr, Titel, Album, Platzierungen, Wochen, Auszeichnungen, Anmerkungen) | Höchstplatzierung, Gesamtwochen, AuszeichnungChartplatzierungen (Jahr, Titel, Album, Platzierungen, Wochen, Auszeichnungen, Anmerkungen) | Anmerkungen |
| Jahr | Titel Album                                 | UK | US | R&B | Anmerkungen |
| ---- | ------------------------------------------- | --- | --- | --- | --- |
| 1948 | That’s Your Last Boogie Exclusive 51×       | — | — | R&B10 (4 Wo.)R&B | Erstveröffentlichung: November 1948 Joe Swift mit Johnny Otis and His Orchestra Autor: Joe Swift                                                         |
| 1950 | Double Crossing Blues Savoy 45-731          | — | — | R&B1 (22 Wo.)R&B | Erstveröffentlichung: Januar 1950 Johnny Otis Quintette, The Robins und Little Esther Autor: Johnny Otis                                                 |
| 1950 | Mistrustin’ Blues Savoy 45-735              | — | — | R&B1 (16 Wo.)R&B | Erstveröffentlichung: März 1950 Little Esther, Mel Walker und The Johnny Otis Orchestra Autor: Johnny Otis                                               |
| 1950 | Misery Savoy 45-735                         | — | — | R&B9 (1 Wo.)R&B | B-Seite von Mistrustin’ Blues Little Esther und The Johnny Otis Orchestra Autoren: Johnny Otis, Mario Delagarde                                          |
| 1950 | Cry Baby Regent 1016                        | — | — | R&B6 (6 Wo.)R&B | Erstveröffentlichung: April 1950 Johnny Otis Orchestra mit Mel Walker Autoren: Johnny Otis, Mario Delagarde                                              |
| 1950 | Cupid Boogie Savoy 45-750                   | — | — | R&B1 (17 Wo.)R&B | Erstveröffentlichung: Mai 1950 Johnny Otis Orchestra, Little Esther und Mel Walker Autor: Johnny Otis                                                    |
| 1950 | Deceivin’ Blues Savoy 45-759                | — | — | R&B4 (6 Wo.)R&B | Erstveröffentlichung: August 1950 Little Esther, Mel Walker und Johnny Otis Orchestra Autor: Johnny Otis                                                 |
| 1950 | Dreamin’ Blues Regent 1018 / Savoy 45-748   | — | — | R&B8 (1 Wo.)R&B | Erstveröffentlichung: August 1950 Mel Walker mit Johnny Otis Orchestra                                                                                   |
| 1950 | Wedding Boogie Savoy 45-764                 | — | — | R&B6 (4 Wo.)R&B | Erstveröffentlichung: Oktober 1950 Johnny Otis’ Congregation, Little Esther (Braut), Mel Walker (Bräutigam) und Lee Graves (Prediger) Autor: Johnny Otis |
| 1950 | Far Away Blues (Xmas Blues) Savoy 45-764    | — | — | R&B6 (4 Wo.)R&B | B-Seite von Wedding Boogie Johnny Otis Orchestra, Little Esther und Mel Walker Autor: Johnny Otis                                                        |
| 1950 | Rockin’ Blues Savoy 45-766                  | — | — | R&B2 (22 Wo.)R&B | Erstveröffentlichung: Dezember 1950 Johnny Otis Orchestra mit Mel Walker Autor: Johnny Otis                                                              |
| 1951 | Gee Baby Savoy 45-777                       | — | — | R&B2 (5 Wo.)R&B | Erstveröffentlichung: März 1951 Johnny Otis Orchestra mit Mel Walker Autor: Johnny Otis                                                                  |
| 1951 | Mambo Boogie Savoy 45-777                   | — | — | R&B4 (5 Wo.)R&B | B-Seite von Gee Baby Instrumental; Johnny Otis Orchestra Autor: Johnny Otis                                                                              |
| 1951 | All Nite Long Savoy 45-788                  | — | — | R&B6 (4 Wo.)R&B | Erstveröffentlichung: August 1951 Johnny Otis Orchestra Autor und Gesang: Johnny Otis                                                                    |
| 1952 | Sunset to Dawn Savoy 45-821                 | — | — | R&B10 (1 Wo.)R&B | Erstveröffentlichung: Januar 1952 Mel Walker mit Johnny Otis Orchestra Autoren: Johnny Otis, Rick Darnell                                                |
| 1952 | Call Operator 210 Mercury 8289-x45          | — | — | R&B4 (4 Wo.)R&B | Erstveröffentlichung: August 1952 Johnny Otis and His Orchestra feat. Mel Walker                                                                         |
| 1957 | Ma! (He’s Making Eyes at Me) Maybellene 514 | UK2 (15 Wo.)UK | — | — | Erstveröffentlichung: November 1957 Johnny Otis and His Orchestra mit Marie Adams Autoren: Con Conrad, Sidney Clare Original: Eddie Cantor, 1921         |
| 1958 | Bye Bye Baby Capitol 45-CL 14817            | UK20 (7 Wo.)UK | — | — | Erstveröffentlichung: Januar 1958 The Johnny Otis Show Autoren: Johnny Otis, Darby Hicks                                                                 |
| 1958 | Willie and the Hand Jive Capitol 3966       | — | US9 (16 Wo.)US | R&B3 (12 Wo.)R&B | Erstveröffentlichung: Juni 1958 The Johnny Otis Show Rock & Roll Hall of Fame Autor: Johnny Otis                                                         |
| 1958 | Crazy Country Hop Capitol 4060              | — | US87 (4 Wo.)US | — | Erstveröffentlichung: September 1958 The Johnny Otis Show Autor: Johnny Otis                                                                             |
| 1959 | Castin’ My Spell Capitol 4168               | — | US52 (5 Wo.)US | — | Erstveröffentlichung: April 1959 The Johnny Otis Show Autoren: Alvin Johnson, Edwin Johnson Original: The Johnson Brothers, 1959                         |
| 1960 | Mumblin’ Mosie Capitol 4326                 | — | US80 (2 Wo.)US | — | Erstveröffentlichung: Februar 1960 The Johnny Otis Show Autor: Johnny Otis                                                                               |
| 1969 | Country Girl Kent 505                       | — | — | R&B29 (6 Wo.)R&B | Erstveröffentlichung: März 1969 The Johnny Otis Show Autoren: Johnny Otis, Delmar Evans                                                                  |

grau schraffiert: keine Chartdaten aus diesem Jahr verfügbar
Weitere Singles
- 1950: My Baby’s Business (Jimmy Rushing mit Johnny Otis Orchestra)
- 1953: The Love Bug Boogie
- 1954: Sad Story (Junior Ryder mit Johnny Otis Orchestra und The Peacocks)
- 1954: Mambo Boogie (Goucho and His Jungle Drums)
- 1954: Rock Me Baby
- 1954: I Won’t Be Your Fool No More
- 1955: Sittin’ Here Drinkin’
- 1955: Boom Diddy Wa Wa
- 1956: Hey! Hey! Hey! Hey!
- 1956: The Midnite Creeper
- 1957: Tough Enough
- 1957: Wa Wa
- 1957: Symbol of Heaven (Little Julian Herrera mit Johnny Otis Orchestra)
- 1957: My Eyes Are Full of Tears
- 1957: Butterball
- 1957: The Night Is Young (And You’re So Fine)
- 1957: Stand There Mountain (Mel Williams mit Johnny Otis Orchestra)
- 1957: Can’t You Hear Me Callin’
- 1957: Stay with Me
- 1957: It’s Too Soon to Know
- 1957: Good Golly
- 1958: All I Want Is Your Love
- 1958: Well, Well, Well, Well!
- 1958: Ring-a-Ling
- 1959: You
- 1959: Three Girls Named Molly Doin’ the Hully Gully
- 1959: Baby, Just You
- 1960: The Jelly Roll
- 1961: Hand Jive One More Time
- 1962: It Must Be Love
- 1962: Queen of the Twist
- 1962: Early in the Morning Blues
- 1963: Somebody Call the Station
- 1963: Bye, Bye, Baby (I’m Leaving You)
- 1964: Baby, I Got News for You
- 1967: Keep the Faith
- 1969: The Watts Breakaway
- 1972: This Is My Song (Big Daddy Rucker mit The Johnny Otis Show)
- 1972: Everything You Said Came True (The Otisettes mit The Johnny Otis Show)
- 1973: Telephone Baby
- 1975: Jaws
- 1978: Skunk Booty